# Алтайское (Калининградская область)
Алтайское — посёлок в Калининградской области России. Принадлежит к Добринскому сельскому поселению в Гурьевском районе (бывший прусский район Нойхаузен). Один из самых малонаселённых посёлков России.

## Географическое положение
Посёлок Алтайское расположен к северу от Добрино на западном берегу Западного канала, на границе между территориями Гурьевского района и Полесского района. До города Полесска — 15 км, до города Гурьевска — 25 км. Ближайшая железнодорожная станция находится в Добрино на железнодорожной линии Калининград — Советск.
| С-З | Копенгаген  |             | Санкт-Петербург | С-В |
| З   | Светлогорск | Роза ветров | Москва          | В   |
| Ю-З | Калининград | Добрино     | Минск           | Ю-В |

## Население
| 2002 | 2010 |
| ---- | ---- |
| 2    | ↘1   |

## История
До Первой мировой войны (в 1874 году) Алтайское — это небольшая деревня в новом районе Метткайм, и до 1945 года относилась к окружному городу Лабиау в районе Кенигсберга прусской провинции Восточная Пруссия. В 1910 году Адлиг Шулькейм (как официально село называлось в то время) насчитывал 92 человека. Округ «Нойхаузен» назывался в честь замка Нойхаузен, расположенного ныне в Гурьевске.
В 1933 году в Алтайском проживало 121, в 1939 году — 117 жителей.
В результате Второй мировой войны деревня перешла от северной Восточной Пруссии к СССР и получила современное имя. С 1946 по 1947 год входила в Полесский район (район Лабиау), после чего перешла к новосозданному Гурьевскому району. С 1947 по 2008 Алтайское принадлежало к Добринскому сельсовету. Позже классифицировано как посёлок и причислено к новообразованному Добринскому сельскому поселению.
В период с 1939 года население посёлка постепенно уменьшалось.

## Церковь
Большинство протестантов проживало до 1945 года в Заречье, принадлежавшем к приходу Лабиау в церковной провинции Восточная Пруссия прусского Союза церквей. Сегодня Алтайское расположено в районе двух евангельско-лютеранских общин, в Маршальском и Полесске (Лабиау). Обе ветви Воскресенской церкви находятся в Калининграде.